# Danuta Hahn
Danuta Hahn (ur. 3 lutego 1922 w Krakowie, zm. 22 maja 2013 w Poznaniu) – polska architekt.

## Życiorys
W 1949 ukończyła studia na Wydziale Architektury Szkoły Inżynierskiej w Poznaniu, a w 1970 na takim samym wydziale na Politechnice Wrocławskiej. Od 1949 pracowała w ZOR, następnie w Miastoprojekcie w Poznaniu, a potem w Poznańskim Biurze Projektów Dróg i Mostów Transprojekt.
Pochowana na Cmentarzu Junikowskim.

## Dzieła
Dzieła:
- zespół osiedli Raszyn IV w Poznaniu,
- budynki mieszkalne przy ulicach: Gwarnej, Cześnikowskiej, Hetmańskiej, Głogowskiej i Głównej w Poznaniu (wraz z mężem - Adamem Hahnem),
- pierzeja ulicy Królowej Jadwigi i Łąkowej w Poznaniu,
- przychodnia przy ul. Opolskiej w Poznaniu,
- biuro Transprojektu przy ul. Chłapowskiego w Poznaniu[3].